# Podarge de Ceylan
Batrachostomus moniliger
Espèce
Statut de conservation UICN

 LC  : Préoccupation mineure
Le Podarge de Ceylan (Batrachostomus moniliger) est une espèce d'oiseaux de la famille des Podargidae.

## Répartition
Cette espèce vit en Inde dans les Ghâts occidentaux, et au Sri Lanka.